# Тачанка-ростовчанка
Тачанка-ростовчанка — монумент, посвящённый Первой Конной Армии в годы Гражданской войны. Расположен на южном въезде в Ростов-на-Дону.
Памятник открыт в 1977 году в честь 60-летия Октябрьской революции. Выполнен из гипса, сверху покрыт листовой медью, внутри — полый. Общая высота сооружения — 15 м.
Над памятником работала большая творческая группа, в которую входили скульпторы В. Д. Батяй, Б.К. Лапко, А.Я. Косолапов, архитектор П.А. Ибалаков. Руководителем коллектива стал скульптор А.А. Скнарин, на счету которого уже был большой монумент Стачке 1902 года.

## История

Вид памятника в 2017 году

Здесь, на Левобережье Дона, по линии Маныч—Батайск—Азов в январе 1920 года шли бои Первой Конной армии Буденного с отступающими частями Добровольческой армии генерала Деникина.
Надпись на памятной доске гласит: «1918. Посвящается легендарной 1 · Конной Армии. Памятник сооружён в год 60-летия Великой Октябрьской Социалистической Революции».
В 2009 году памятник был отреставрирован.